# SS Vega (1872)
La SS Vega è stata un brigantino a palo svedese costruito a Bremerhaven, in Germania, nel 1872. Fu la prima nave a completare un viaggio attraverso il passaggio a nord-est e la prima a circumnavigare il continente eurasiatico nel corso della spedizione Vega.

## Costruzione
Nonostante fosse una nave a vela trasportava un motore ausiliario a vapore da 70 hp. Lo scafo era in legno e misurava 45 metri di lunghezza, con una capacità di 357 DWT.

## Esplorazione artica
Costruito come baleniera, il vascello fu acquistato e ricostruito per l'esplorazione artica da Adolf Erik Nordenskiöld grazie al finanziamento di re Oscar II di Svezia e di altri. Il 22 giugno 1878 la nave salpò dalla Svezia attraversando il passaggio a nord-est lungo la costa settentrionale dell'Eurasia. Bloccata dai ghiacci il 28 settembre a soli 200 km dallo stretto di Bering, che segna l'estremità orientale dell'Asia, la nave fu liberata solo il 18 luglio 1879. Due giorni dopo fu doppiato il capo orientale e la Vega divenne così la prima nave a completare un viaggio nel passaggio a nord-est. Avendo fatto ritorno tramite Pacifico occidentale, Oceano Indiano e canale di Suez, la Vega fu anche il primo vascello a circumnavigare il continente eurasiatico.

## Caccia a balene e foche
Dopo il termine della spedizione la Vega riprese la sua normale attività di caccia a balene e foche. La nave naufragò nella baia di Melville ad ovest della Groenlandia nel 1903, mentre apparteneva allo scozzese Ferguson of Dundee.

## Galleria d'immagini

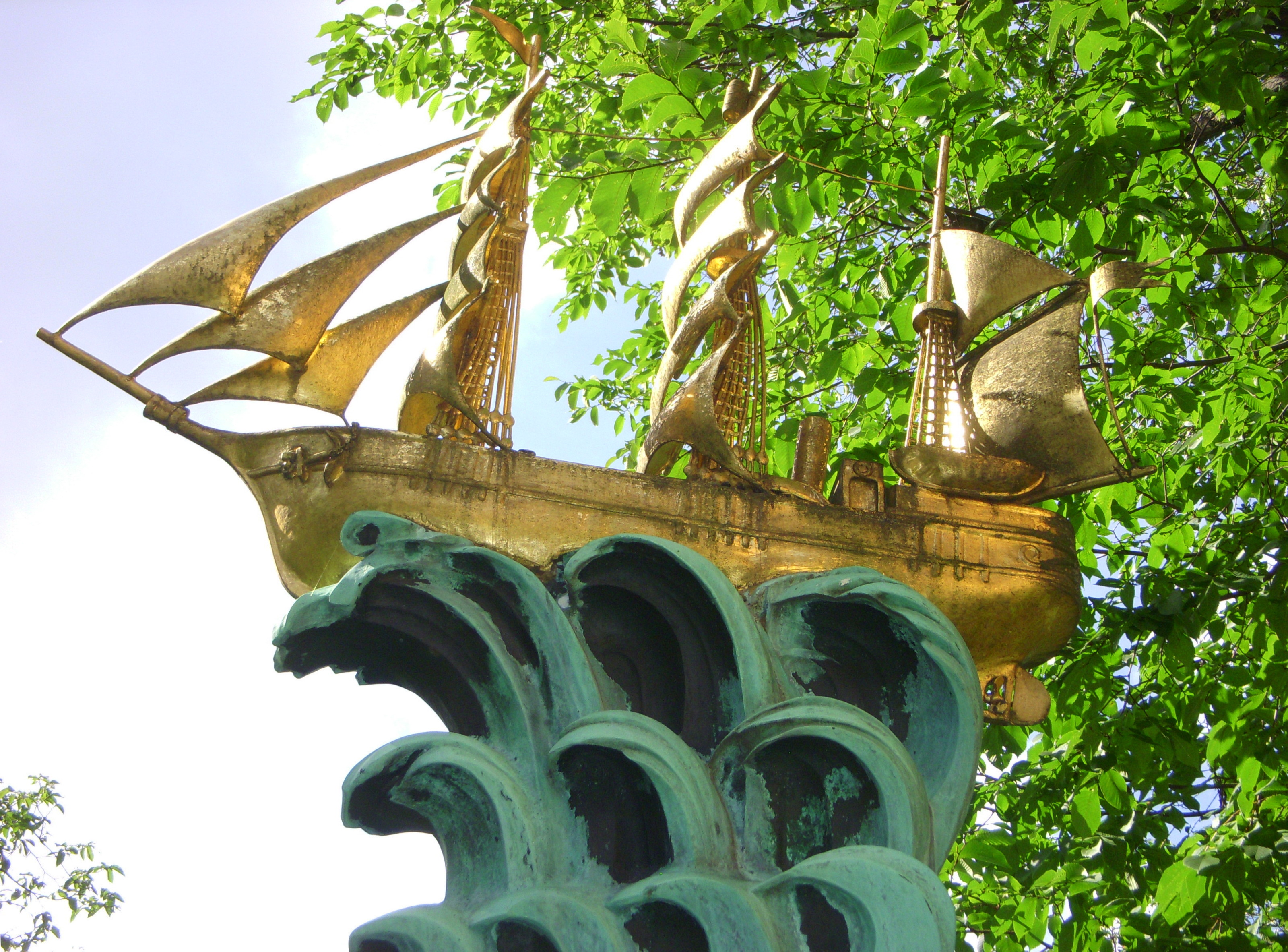
Monumento alla Vega a Stoccolma
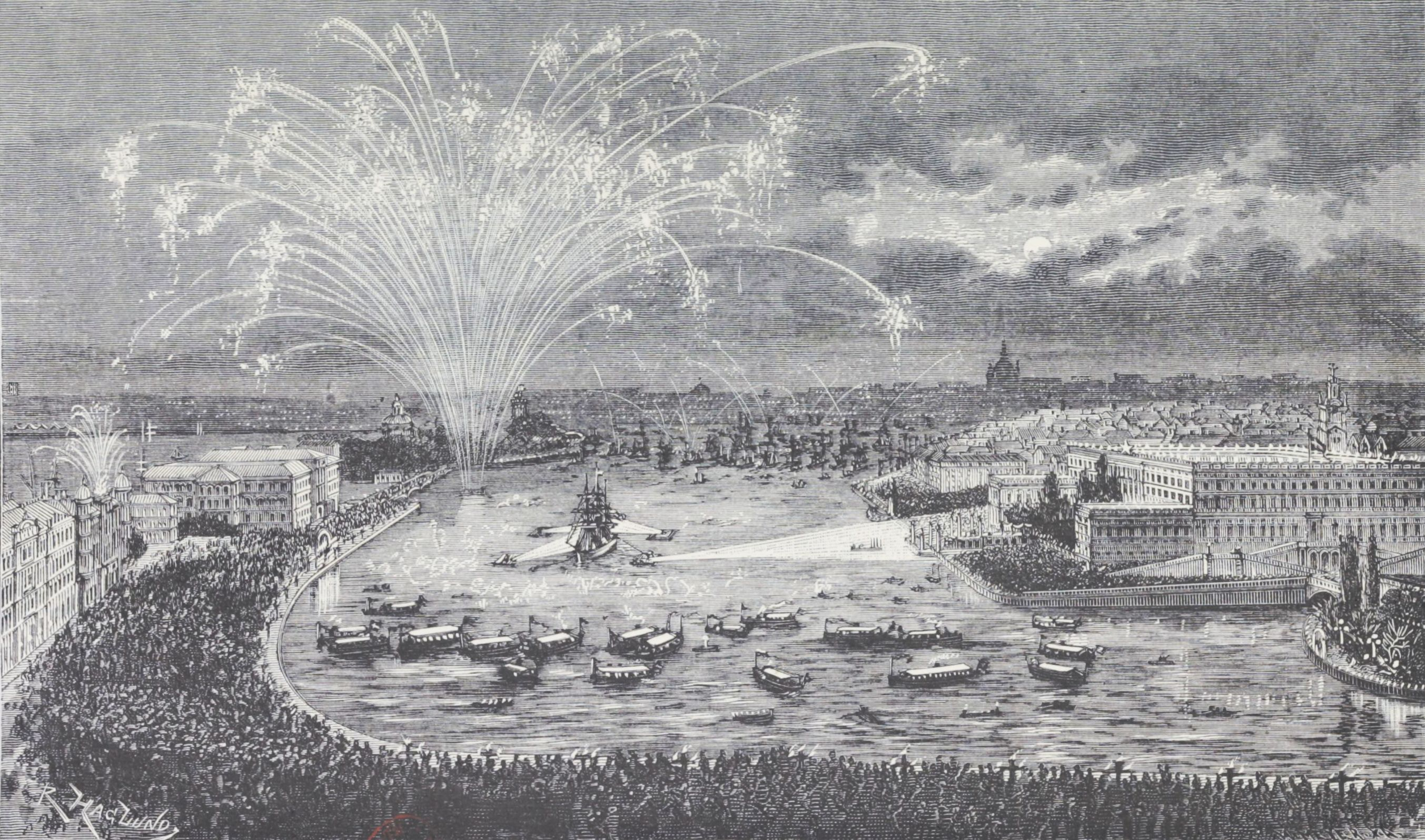
Ritorno di Adolf Erik Nordenskiöld con la Vega a Stoccolma il 24 aprile 1880
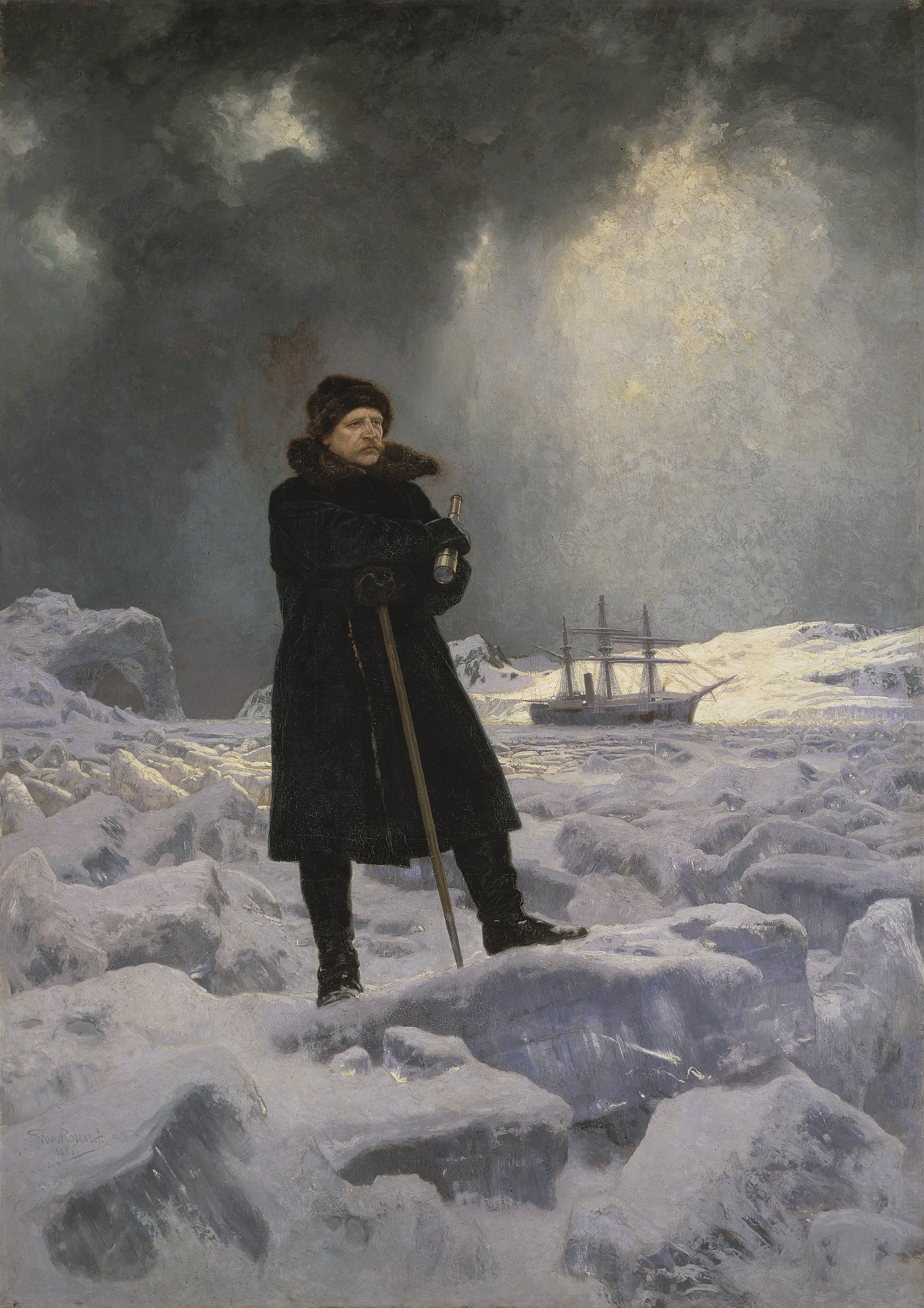
Adolf Erik Nordenskiöld con la Vega, di Georg von Rosen